# トヨタ・カローラランクス
カローラ ランクス（COROLLA RUNX）は、トヨタ自動車で製造されていた自動車である。

## 概要
カローラのハッチバックモデルとして2001年1月24日発表・発売。事実上、カローラFX（および車格違いではあるが広義のカローラシリーズのハッチバックのカローラII）の後継車種だった。キャッチコピーは「先いくって、ドキドキ。」で発売当初のCMキャラクターにはつんく♂、小林十市が起用されていた。後のマイナーチェンジで柴咲コウを経て木村拓哉に変更。
国内向けは5ドアモデルのみであるが、欧州市場向けには3ドアモデルも用意され、フロント周りも日本向けとは異なるデザインであった。2002年9月19日のマイナーチェンジで国内向けも同様のデザインとなるが、テールランプのデザインが若干異なる。
エンジンは1,500ccの高効率・実用型ツインカムの1NZ-FE型、および1,800ccスポーツツインカムの2ZZ-GE型が用意され、2ZZ-GE型エンジン搭載モデルには6速MTも用意される。2002年のマイナーチェンジで1,800ccの高効率・実用型ツインカムの1ZZ-FE型エンジン搭載モデルも追加された。
2004年4月27日に2度目のマイナーチェンジ、涙滴型ヘッドランプユニットを採用した。
2006年9月生産終了。10月23日に販売終了した。尤も、カローラ店としては1,500ccクラスの排気量を持った純粋なコンパクト系ハッチバックは2011年12月発表・発売のハイブリッド専用車種であるアクアが登場するまで5年間空白となる。
さらに、南アフリカで従来AE91系カローラFXのノックダウン生産でTAZZの名で生産し続けられたが、2006年にはフルモデルチェンジされ、後期型ベースで「ランクス」の名称で現地生産が始まった。

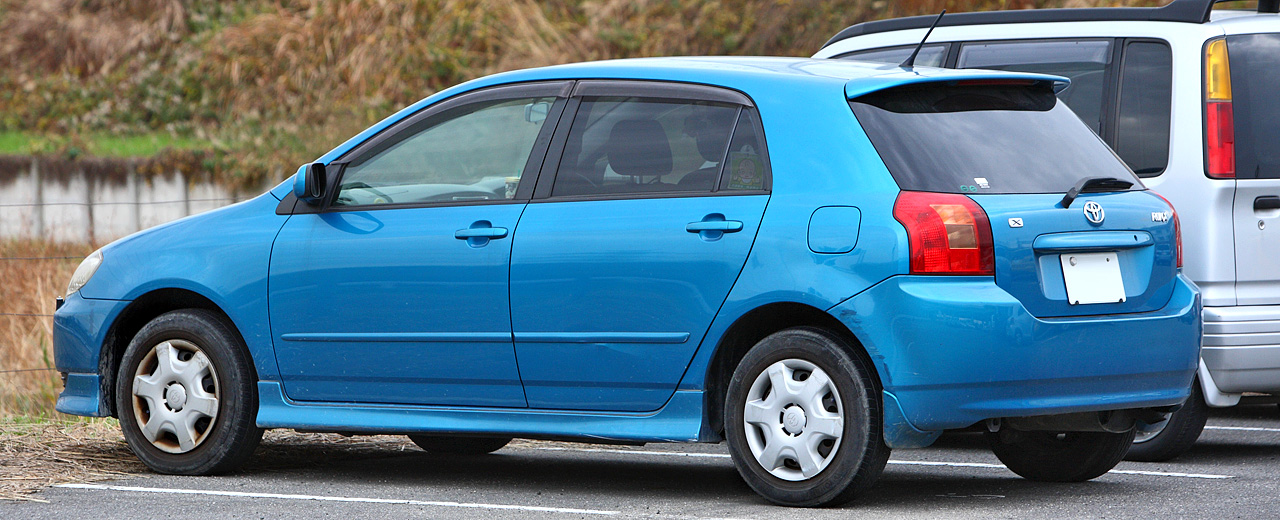
2001年1月販売型リア
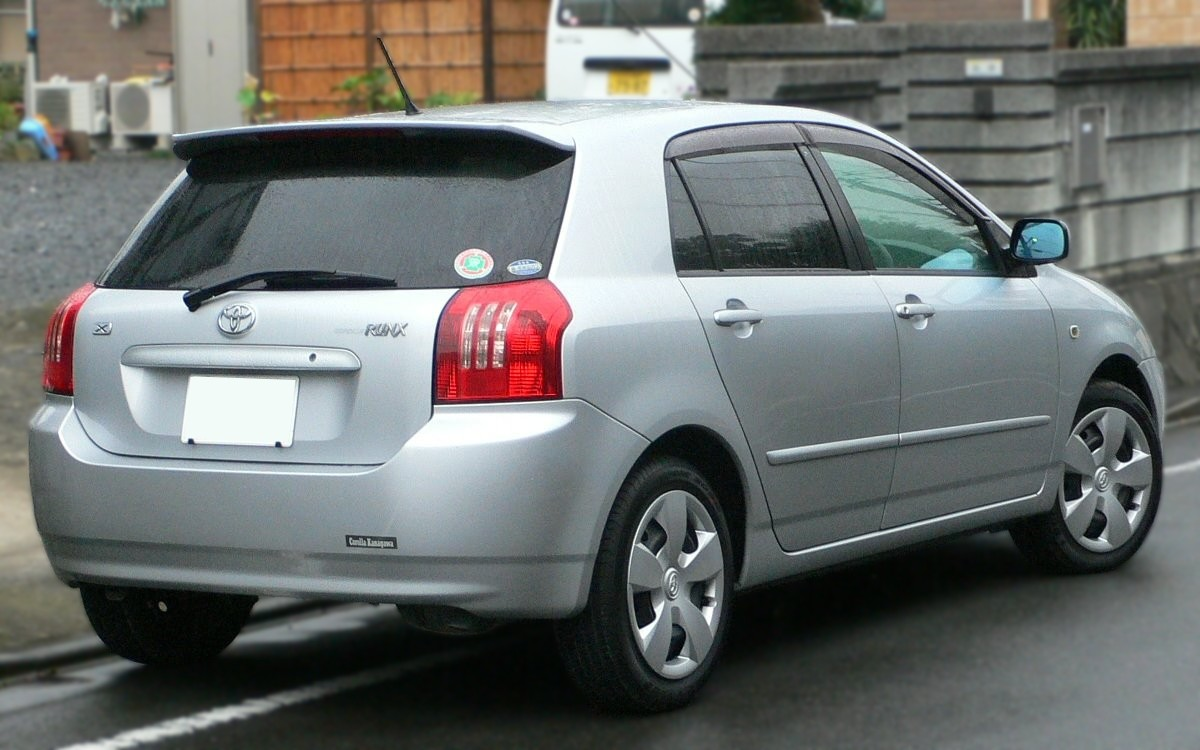
2002年9月改良型リア
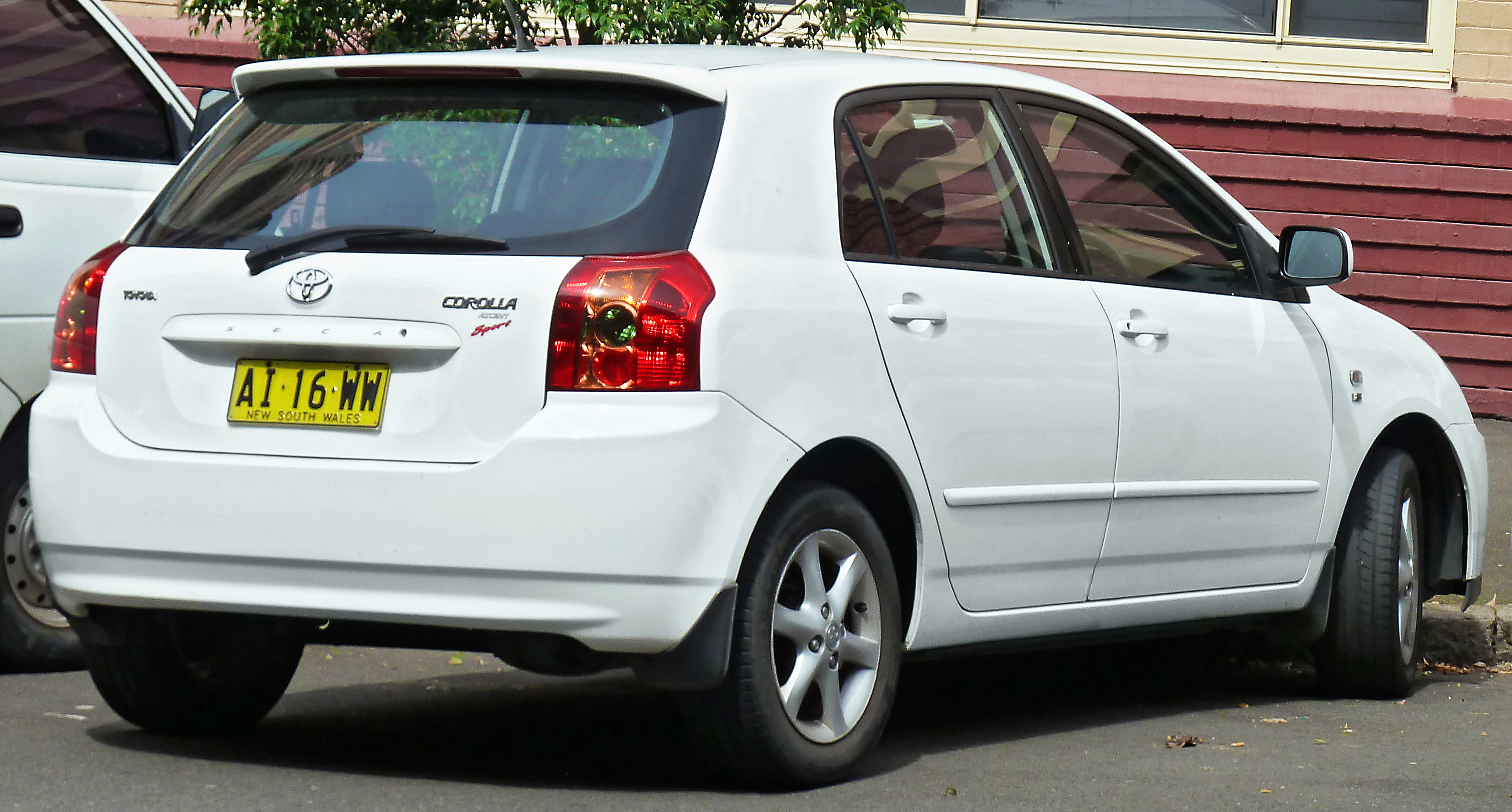
2004年4月改良型リア（豪州仕様）

## グレード
グレードは基本的に3種類である。
X 型式名：NZE121（FF車） / NZE124（4WD車）
1NZ-FE型エンジン (1,500 cc) を搭載し、駆動方式はFFと4WD。ミッションは4速ATのみ。G EDITION には、ベージュ内装・木目調パネル・オートエアコン・リヤスポイラー・ラジオレス4スピーカーなどを、AEROTOURER にはG EDITIONの装備に加え（ベージュ内装・木目調パネルは除く）、フロントスポイラー・サイドスポイラーなどがそれぞれ装備された。
S 型式名：ZZE122（FF車） / ZZE124（4WD車）
1ZZ-FE型エンジン (1,800 cc) を搭載し、駆動方式はFFと4WD。ミッションは4速AT（Super ECT）のみ。シフトレバーはゲート式とし、Xとの差別化を図った。
Z 型式名：ZZE123
2ZZ-GE型エンジン (1,800 cc) を搭載し、駆動方式はFFのみ。ミッションはランクスで唯一6速MTが選択でき、最もスポーティな設定となっていた。後期型では他のグレードとは違い、サスペンションやブレーキの設定を変えるなど走行性を強調し、モデル廃止となったカローラレビンユーザーの受け皿という位置づけであった（とは言え、公式PVでは｢ただのレビン、FXの新型ではない｣とも言われていた）。このエンジンはセリカと同じもので、燃料は無鉛ハイオクガソリン専用となっている。また、TRDでチューンしたTRD Sports Mというカスタマイズカーも販売されていた。

## 取り扱いディーラー
- トヨタカローラ店

## 車名の由来
「COROLLA」はラテン語で花冠という意味である。
「RUNX」は英語の「RUN」と「X」を組み合わせて「究極の走り」の意味をもたせた造語である。